# الصندوق الوطني للتأمين على المرض (تونس)
الصندوق الوطني للتأمين على المرض (بالفرنسية: Caisse nationale d'assurance-maladie أو اختصارا CNAM) هو نظام التأمين الصحي الرئيسي في تونس ويهدف إلى توفير التغطية الصحية لجميع المواطنين من خلال شبكة واسعة من المراكز الجهوية والمحلية تغطي كل جهات البلاد. الصندوق الوطني للتأمين على المرض هو مؤسسة عمومية تونسية لا تكتسي صبغة إدارية وتتمتع بالشخصية المعنوية والاستقلال المالي وتخضع لإشراف وزير الشؤون الاجتماعية.

## التاريخ و التأسيس
تم إحداث الصندوق الوطني للتأمين على المرض بموجب القانون عدد 71 لسنة 2004 المؤرخ في 2 أوت 2004 المتعلق بإحداث نظام للتأمين على المرض. دخل الصندوق حيز التشغيل سنة 2006 في إطار عملية إصلاح شاملة لتوحيد نظم التأمين على المرض والخدمات الصحية التي كانت تقدم من قبل الصندوق الوطني للضمان الاجتماعي والصندوق الوطني للتقاعد والحيطة الاجتماعية، ولكن أيضا لمزيد توسيع التغطية الصحية للكثير من الأفراد.

### التطبيق المرحلي
تم تطبيق النظام الجديد للتأمين على المرض على مرحلتين:
- المرحلة الأولى (1 يوليو 2007): الانفتاح التدريجي على القطاع الخاص مع إعطاء الأولوية للحاجات العلاجية الأكثر تأكداً والتي تُعد من الأولويات الصحية الوطنية إلى جانب قائمة محددة من العمليات الجراحية.
- المرحلة الثانية (1 يوليو 2008): الانفتاح الكلي على القطاع الخاص في مجال العيادات الخارجية سواء تعلقت بأمراض ثقيلة أو مزمنة أو عادية.

## الطبيعة القانونية والتنظيم
الصندوق الوطني للتأمين على المرض مؤسسة عمومية لا تكتسي صبغة إدارية تتمتع بالشخصية المعنوية والاستقلال المالي، وتخضع لإشراف وزير الشؤون الاجتماعية. يتولى الصندوق التصرف في الخدمات من خلال مصالحه المركزية والجهوية.

### الانتشار الجغرافي
يتكون الصندوق من شبكة هامة من المراكز الجهوية والمحلية بلغ عددها 73 مركزاً تغطي كل جهات البلاد. تتولى هذه المراكز التصرف جهوياً في معظم الخدمات التي يسديها الصندوق. أما المستوى المركزي فتتمثل مهامه في تحديد وتطوير التوجهات الاستراتيجية في مجال تدخلات الصندوق وفي متابعة وتقييم ومعاضدة وتأطير نشاط الصندوق على المستوى الجهوي.

## الهيكل التنظيمي
حسب الهيكل التنظيمي المحدّث بتاريخ 12 يناير 2018، يتكون الصندوق من:
- الرئيس المدير العام
- المدير العام المساعد
- الكاتب العام

- كتابة مجلس الإدارة
- مكتب الضبط المركزي
- مركز التكوين والتوثيق
- مكتب العلاقات مع المواطن
- إدارة التسيق مع الهياكل الجهوية
- إدارة الأرشيف

- الإدارات المركزية:
  - الإدارة المركزية للحوكمة الرشيدة
  - الإدارة المركزية للشؤون القانونية والمنازعات
  - الإدارة المركزية للمراقبة الطبية
  - الإدارة المركزية للتصرف الأخطار المهنية
  - الإدارة المركزية للتأمين على المرض والعلاقات التعاقدية
  - الإدارة المركزية للمالية والمحاسبة والإستخلاص
  - الإدارة المركزية للمصالح المشتركة
  - الإدارة المركزية لأنظمة المعلوماتية

- الهياكل التخصصية:
  - إدارة مراقبة التصرف
  - إدارة مراقبة ومتابعة التجاوزات والمخاطر
  - الكتابة القارة للجنة الصفقات
  - إدارة التفقد
  - إدارة الدراسات والإحصائيات
  - إدارة التدقيق الداخلي
  - إدارة التنظيم و الجودة
  - مكتب السلامة المعلوماتية
  - إدارة العلاقات الخارجية

## المهام والإختصاصات
مهام الصندوق الأساسية هي إدارة أنظمة التأمين على المرض ونظم إصلاح الأضرار الناجمة عن حوادث الشغل والأمراض المهنية في القطاع العام والخاص، وكذلك تقديم منح العلاج والولادة.

## أنظمة التأمين والتغطية الإجتماعية
يتم تغطية المؤمن عليه من أحد الأنواع ثلاثة للرعاية:
- االمنظومة العلاجية العمومية: يتم توفير الرعاية الاسعافية في المرافق الصحية العامة والمؤسسات شبه الحكومية وكذلك في العيادات مع دفع الضمان الاجتماعي لرسوم المستخدم.
- المنظومة العلاجية الخاصة: الرعاية الاسعافية تبدأ باستشارة طبيب العائلة ينتقى من قبل المستخدم ويدفع له الثلث، المؤمن عليه يدفع المدفوعات المشتركة.
- نظام استرجاع المصاريف: المؤمن يمكن الوصول إلى جميع مقدمي العلاج مع دفع كافة الخدمات والتسديد اللاحق بنسب تقليدية.

## الحوكمة الرشيدة
أحدث الصندوق إدارة مركزية للحوكمة الرشيدة في شهر جوان 2014، وذلك طبقاً لمقتضيات منشوري رئاسة الحكومة حول تكريس الشفافية والحوكمة الرشيدة ومقاومة الفساد.
ترتكز استراتيجية الصندوق على ثلاث خصائص رئيسية: الشمولية والتكاملية والمنظور المستقبلي بعيد المدى، وتقوم على أربع محاور رئيسية:
1. صياغة ميثاق خاص بالحوكمة الرشيدة يتمثل في مدونة سلوك لأعوان الصندوق
2. تشخيص المخاطر التي قد تطرأ عند إسداء الخدمات
3. تدعيم الصلة مع كافة الهياكل والأطراف الخارجية
4. تطوير موقع البيانات المفتوحة للصندوق[7]

## التحديث والرقمنة
في إطار الحرص على رقمنة الإدارة وتعصيرها، أحدث الصندوق في 8 أكتوبر 2021 منصة رقمية جديدة E-CNAM تهدف إلى تقديم خدمات ميسرة لفائدة المضمون الإجتماعيين ومسدي الخدمة الصحية.

## مبادرات الجودة
في إطار انخراط الصندوق في البرنامج الوطني لتحسين الخدمات الإدارية، تولى الصندوق سنة 2023 إطلاق علامة "مرحبا" لجودة الاستقبال. تفاعل 20 مركزاً جهوياً ومحلياً من خلال تقديم مطالب انخراط في منظومة الجودة.

## مقالات ذات صلة
- وزارة الشؤون الاجتماعية (تونس)
- الصحة في تونس
- الصندوق الوطني للضمان الاجتماعي (تونس)
- الصندوق الوطني للتقاعد والحيطة الاجتماعية (تونس)
- هيئة الحوكمة الرشيدة ومكافحة الفساد

## روابط خارجية
- الموقع الرسمي
- المنصة الرقمية E-CNAM
- وزارة الشؤون الاجتماعية - تونس